# ナトリウム重炭酸共輸送体
ナトリウム重炭酸共輸送体または重炭酸ナトリウム共輸送体（英: Sodium bicarbonate cotransporter; NBC）は、細胞膜上に存在する共輸送体蛋白質である。腎臓ではNa+とHCO3-の再吸収を担い血液のpHを制御し、膵臓や唾液腺ではHCO3-を分泌して胃液の中和などに寄与している。
NBCは起電性ナトリウム重炭酸共輸送体（NBCe）と電気的中性型ナトリウム重炭酸共輸送体（NBCn）の2種に大別される。